# Friedrich Traugott Schmidt
Friedrich Traugott Schmidt (* 19. April 1899 in Schwerin; † 21. Februar 1944 bei einem Flugzeugabsturz im Ägäischen Meer) war ein deutscher Konteradmiral.

## Leben

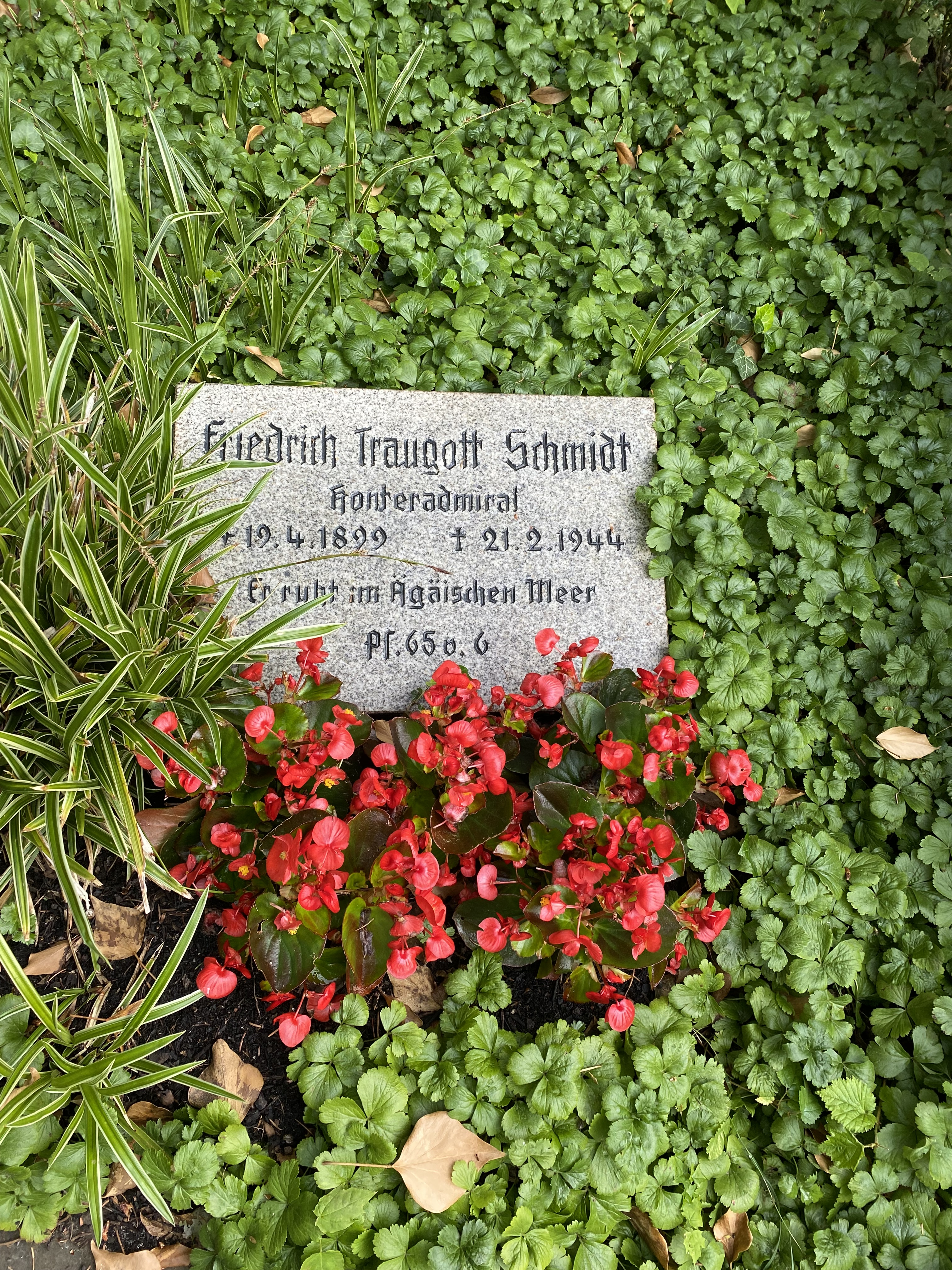
Gedenkstein auf dem Zentralfriedhof Lüneburg

Schmidt trat am 2. Oktober 1915 während des Ersten Weltkriegs als Freiwilliger mit der Anwartschaft auf die Seeoffizierslaufbahn in die Kaiserliche Marine ein. Er absolvierte die Marineschule Mürwik und erhielt seine Seeausbildung auf dem Großen Kreuzer Freya und dem Linienschiff Kaiserin. Anschließend war Schmidt für drei Monate zur weiteren Ausbildung auf dem Artillerieschulschiff Kaiserin Augusta und kam dann zur Schultorpedobootshalbflottille. Im März 1917 trat er die Ausreise nach Konstantinopel an, wurde Mitte Dezember 1917 zum Leutnant zur See befördert und versah bis September 1918 seinen Dienst auf dem Großen Kreuzer Yavuz Sultan Selim (ex. Goeben). Für seine Leistungen wurde Schmidt mit dem Eisernen Kreuz II. Klasse und dem Eisernen Halbmond ausgezeichnet.
Nach Kriegsende war er zunächst Wachoffizier auf dem Kleinen Kreuzer Nürnberg. Nach der Überführung des Schiffes nach Scapa Flow kehrte Schmidt im Dezember 1918 wieder nach Deutschland zurück, wurde auf verschiedenen Torpedobooten eingesetzt und in die Reichsmarine übernommen.
Schmidt diente in der deutschen Kriegsmarine und kommandierte am Kapitän zur See vom 20. Juli 1942 bis 9. September 1943 den Leichten Kreuzer Emden. Er war eigentlich für die Übernahme des Seekommandos Westadria vorgesehen, trat aber das Kommando nicht an. In seiner letzten Verwendung war er Kommandant der Seeverteidigung Istrien. Auf dem Flug zur Übernahme des Kommandos des Kommandanten der Seeverteidigung Attika kam er beim Absturz seines Flugzeuges über der Ägäis ums Leben. Posthum wurde er am 1. März 1944 zum Konteradmiral befördert. Auf dem Zentralfriedhof Lüneburg erinnert ein Gedenkstein an Schmidt.
Sein Sohn ist Edzard Schmidt-Jortzig.